# 111th Street (stacja metra na Jamaica Line)
111th Street – stacja metra nowojorskiego, na linii J. Znajduje się w dzielnicy Queens, w Nowym Jorku i zlokalizowana jest pomiędzy stacjami 121st Street i 104th Street. Została otwarta 11 czerwca 1917.